# 鄔錫華
鄔錫華，籍貫廣東番禺，清同治年間舉人刑部主事鄔公燕天之玄孫。鄔燕天致仕歸田，建宅於本邑南村，今之餘蔭山房。經精心建造，歷時五載始竣工，深藏三山兩地，曲橋流水，亭台樓閣，山廊水榭，古樹奇花，滿園錦繡，雅趣盎然。80年代重修，並列於廣東四大名園。然年少負笈省垣，及長，拜師於趙崇正先生門下，醉心於藝，習丹青、繪花卉。具嶺南派之畫風，是高劍父之第三代再傳弟子。
2006年冬天，澳門民政總署的盧廉若公園，為其舉辦《花草閒拾》國畫展；2007年5月，澳門特區政府駐京辦事處，以其作品展於北京，深獲方家贊許，為藝術生涯寫下光輝一頁。